# Helene Weigelová
Helene Weigelová (12. května 1900 Vídeň – 6. května 1971 Berlín) byla německá herečka židovského původu narozená v Rakousku. Byla druhou a poslední manželkou Bertolta Brechta, s nímž založila slavnou avantgardní divadelní scénu Berliner Ensemble, kterou vedla jako ředitelka od jejího založení v roce 1949 až do své smrti roku 1971. Stejně jako Brecht byla levicově orientovaná, od roku 1930 byla členkou komunistické strany a po druhé světové válce zvolila občanství východního Německa. Od svých židovských kořenů se snažila demonstrativně odříznout. Roku 1919 se přestěhovala do Frankfurtu, od roku 1922 žila v Berlíně. V letech 1933 až 1947 žila v emigraci, z toho šest let v Los Angeles. Jako občanka komunistické NDR si ponechala australský pas, aby mohla bez omezení cestovat. Jako herečka se proslavila zejména v manželových hrách, k legendárním patří její pojetí titulní postavy hry Matka Kuráž a její děti, kde mj. použila techniku tzv. němého výkřiku.